# 728 a.C.
Il 728 a.C. (DCCXXVIII a.C. in numeri romani) è un anno  dell'VIII secolo a.C.

## Eventi
- Sicilia: fu fondata Megara Hyblaea
- Egitto:
  - il faraone Menkheperra conquista le città di Ermopoli e Menfi
  - Menkheperra conclude un trattato di pace con il faraone del delta del Nilo